# サイバーフォース
サイバーフォースは、サイバーテロ等に直接対処するとともに、事案対処活動の支援を行うため日本全国に配置された情報セキュリティに関する機動的技術部隊の総称である。サイバーテロ発生による社会的影響の甚大さから、「未然防止」や「被害拡大の防止」等の重要性を考慮され、2001年4月に設立された。その拠点は全国に置かれている。

## サイバーフォースセンター
中心である警察庁サイバー警察局情報技術解析課サイバーテロ対策技術室は通称「サイバーフォースセンター」と呼ばれ、インターネット上の治安情勢を常時監視し、関連情報の集約と分析を行っている。また研究開発やサイバーフォース要員の教育訓練設備を備えている。
その「検知ネットワークシステム」は、日本全国の警察機関にある相当数のインターネットとの接続点に設置された侵入検知装置（IDS）を常時オンラインで監視するもので、サイバーフォースの中心的なシステムである。 これによって収集された情報の分析によって、インターネット上で発生している様々な攻撃手法などを早期に発見し、関係各機関へ情報を提供する等の業務が行われている。
使用されるサイバーフォース用訓練システムは様々な環境が設定可能であり、実際の攻撃を想定した実戦的訓練が可能となっている。
最新技術によるサイバー犯罪に対応するための技術力の維持・向上に必要な大規模な研究・開発システムが整備されている。揃えられた各種オペレーティングシステムやIDS、ファイアウォールなどが様々な攻撃手法を想定した研究・開発を可能にしている。